# Stadenberg
Stadenberg is een gehuchtje en heuvel in de Belgische gemeente Staden. Het gehucht ligt anderhalve kilometer ten zuidwesten van het dorpscentrum van Staden, langs de Ieperstraat naar Vijfwegen, ter hoogte van het kruispunt met de Walstraat en de Kasteelstraat. Het gehucht ligt op een hoogte op Midden-West-Vlaamse Heuvelrug, ongeveer 45 m boven zeeniveau.

## Geschiedenis
Reeds vanaf de 15de eeuw werd hier de Stadenbergmolen vermeld. Het gehucht staat als "Staedenbergh" weergegeven op de Ferrariskaart uit de jaren 1770, net als de windmolen "Staedenbergh Molen". Ook de 19de-eeuwse Atlas der Buurtwegen toon het gehucht als "Staedenberg" en de windmolen.
In de tweede helft van de 19de eeuw kwam ten westen van het gehucht spoorlijn 63. Rond de eeuwwisseling van de 19de en 20ste eeuw werd de Ieperstraat ter hoogte van Stadenberg rechtgetrokken. Het oude tracé is nog als parallelweg bewaard.
Tijdens de Eerste Wereldoorlog werd de windmolen vernield. Het gebied lag tijdens de oorlog in Duitse gebied en werd bevrijd in het Eindoffensief van 1918.
De spoorlijn verdween in de loop van de 20ste eeuw en werd later als fietsroute heringericht, de zogenaamde Vrijbosroute.

## Bezienswaardigheden
- Een van de provinciale Naamstenen 1914-1918, met het opschrift "Eindoffensief Stadenberg 29 september 1918" herinnert aan het geallieerde Eindoffensief.

## Wielrennen
De helling wordt opgenomen in onder andere de Handzame Classic. De helling zit ook in de recreatieve paarse lus van de Vive le vélo fietsroutes.